# Zelenîi Kut, Mirhorod
Zelenîi Kut (în ucraineană Зелений Кут) este un sat în comuna Savînți din raionul Mirhorod, regiunea Poltava, Ucraina.

## Demografie
Componența lingvistică a localității Zelenîi Kut
     Ucraineană (98,11%)
     Rusă (1,89%)
Conform recensământului din 2001, majoritatea populației localității Zelenîi Kut era vorbitoare de ucraineană (98,11%), existând în minoritate și vorbitori de rusă (1,89%).